# Pedagogía infantil
La pedagogía infantil es una disciplina científica cuyo objeto de estudio es la educación de los niños. La pedagogía infantil no tiene que ver con la escolaridad del niño, sino con la adquisición de nuevas habilidades mediante su desarrollo. La pedagogía infantil es el espacio donde se reúnen diferentes saberes, reconocimientos y aceptaciones frente a la gran diversidad, la interacción social, cultural y académica, desde el cual se favorece la formación integral de los profesionales que tendrán a su cargo la educación de niños y niñas, como sujetos con capacidades y competencias para la vida.

"Es importante darnos cuenta de que todos los niños necesitan ayuda en una situación de aprendizaje".
 (Danoff, Breitbart, & Barr, Iniciación con los niños para quienes se interesan en la educación, 1981)

El experto en pedagogía infantil tiene una amplia forma metodológica, investigativa y teórica para desarrollar una actividad docente en el área de la educación preescolar y primaria. El pedagogo debe suplir con las necesidades académicas de los niños y las niñas de 0 a 7 años, así mismo éste especialista debe aprender a manejar ciertos aspectos en cuanto métodos y formas de aprendizaje y enseñanza. Cabe destacar, que no existen límites precisos en la definición y el alcance de la pedagogía infantil. Como ciencia, se encarga de estudiar todo lo referente a la educación de los niños.
El pedagogo debe tener capacidad para entender cómo es el desarrollo psicológico-cognitivo del niño al que enseña, de esta manera, dado el caso de un menor, al que se le dificulte guardar la información suministrada en un día de clase, el pedagogo podrá empezar a trabajar a fondo con el niño, y poner en práctica un método cognitivo, que le ayude a mejorar el procesamiento de dicha información. 
La tarea de estos pedagogos, también incluye la elaboración o análisis de las políticas educativas, y el desarrollo de propuestas que favorezcan el pensamiento crítico, analítico y autónomo del niño. La propuesta más importante para lograr que el niño adquiera estas habilidades, es la enseñanza mediante el juego.
Se debe trabajar de manera distinta en las diferentes etapas de la infancia, ya que, es natural que los niños de 0 a 12 meses no tengan las mismas habilidades que los niños de 1 año en adelante.

## Desarrollo de habilidades de 0 a 7 años
Durante esta etapa, la sensación de confianza y seguridad es fundamental para el desarrollo de las diferentes habilidades.
- Es necesario tener en cuenta, que los niños, en las diferentes edades, tienen diferentes formas de expresar sus habilidades, y es obligación de los pedagogos infantiles, ayudarlos a fortalecerlas. Lo mejor es dejar que los niños y niñas experimenten las cosas, no forzarlos ni imponerles actividades que no desean, ya que, estamos interrumpiendo su ciclo natural de adquisición de habilidades.

El niño debe elegir lo que desea hacer, y se le debe permitir hacerlo a su modo, ya que, así él descubrirá la manera, en la que se le facilite realizar las actividades.
Para lograr el desarrollo completo de habilidades, el pedagogo ha de tener en consideración las etapas de desarrollo del niño.

### De 0 a 12 meses
Como aun son muy jóvenes para realizar grandes actividades, el pedagogo debe estar al máximo cuidado de los niños, ya que, son seres inquietos y siempre van a estar indagando y tratando de descubrir cosas nuevas. El pedagogo, mediante actividades, le enseñará al menor a desarrollar sus sentidos (oído, vista, tacto, gusto y olfato). Estas actividades, serán beneficiarias para que después, el menor empiece su desarrollo emocional, donde por medio de expresiones, mostrará si está inconforme, si está feliz, cómodo, si siente placer o pena, etc.

#### Habilidades motrices
Se debe trabajar las habilidades motrices, que ayuden a los pequeños a mejorar su manejo de las opciones que les rodean, así, dar libertad en su crecimiento.

### De 12 meses a 4 años de edad
Capacidades y Habilidades de los Niños: Se producen avances en la mayor parte de aspectos mentales del niño, como la expresión, la autonomía general, la psicomotricidad, la imagen corporal, y especialmente en el lenguaje, el cual, le permite ampliar sus relaciones con los demás niños y adultos. 
Es una etapa de cambios en su motricidad, que le darán la oportunidad de utilizar todo su cuerpo y aprovechar las habilidades de manipulación para manejar ciertos materiales, apilar bloques, abotonarse y recortar, permitiendo así, desarrollar sus capacidades en su totalidad. 
El papel de los padres en el desarrollo de los niños: El roll de los padres durante los primeros años de sus hijos, es la más grande influencia en su desarrollo. El aprendizaje en el hogar contribuye en su total desarrollo intelectual y social. 
La actitud de los padres, sus aspiraciones y comportamiento son importantes, así como su habilidad para entender el progreso que día con día tienen sus hijos, además de esto,  el hablar con ellos sobre su aprendizaje. Un ambiente de enseñanza en el hogar puede traer muchos beneficios, tanto para los adultos, como para los niños, puede crear una cultura de aprendizaje, ayudar a mejorar sus habilidades y confianza en sí mismo.
Participación del pedagogo en esta etapa:''  La función principal del pedagogo será, la de estimular este desarrollo del niño en todas sus potencialidades, tanto las capacidades como la moral autónoma y los hábitos. 
Es fundamental empezar a trabajar habilidades artísticas, mediante actividades lúdicas que ayuden al niño a relacionarse con sus compañeros de clase. Algunas de las actividades que podemos implementar son, ofrecer al niño lápices de cera, y estimularlo a que dibuje libremente e imite modelos que se le den, primero sencillos (líneas verticales, horizontales, círculos) y luego más complicados (cruz, arcos...). Al principio cuando el niño dibuja se sale del contorno del papel, pero, Poco a poco aprende a respetarlo. 
También se pueden hacer puntos para que él los una y haga la figura que sé esta enseñando. Como están desarrollando el control muscular, el pedagogo tiene la oportunidad para ejecutar juegos y actividades que involucren el uso de todo su cuerpo, en este mismo momento, el niño está en toda la capacidad para aprender a manejar ciertos materiales, como tijeras, ganchos, tableros, entre otros, ya que, mediante ellos la coordinación y concentración puede desarrollarse completamente. 
En esta etapa, podemos llevar a cabo actividades como jugar con el niño y un palo de escoba, para que lo monte como caballito, y estimularlo a que corra dándole puntos de referencia en línea recta, en círculo, lento, rápido, que corra y se detenga. Además, podemos ofrecer al niño revistas o periódicos viejos, para que rasgue y luego para que recorte. Al principio se deben dirigir sus movimientos, pero poco a poco mejorará esta habilidad. De esta manera, el aprende también, a orientarse en el espacio y nociones de ritmo y tiempo, cuando corre lento y rápido.

### De 4 a 7 años de edad
En esta etapa, el niño empieza a enfrentar verdaderos desafíos, debido a que, se va encontrar con niños que se destaquen mejor en unas cosas, su estado emocional puede decaer, ocasionando la pérdida del interés en las clases. Lo importante es apoyar al niño, motivarle para que todo lo que haga lo vea como un cambio significativo, por eso elogiar todos sus esfuerzos, hará que el niño se sienta mejor y recupere su confianza, darle cariño, preguntarle cómo va con sus deberes y si se le dificulta realizar las actividades, encontrar un modo divertido para hacerlas, pero siempre, dejando que él lo haga a su manera.
Socialmente, el niño se encuentra en la capacidad para compartir con todos sus compañeros, pero en esa etapa, están atrapados en el egocentrismo y sólo piensan en ellos mismos, en este momento el pedagogo debe intervenir y enseñarle que el trabajo en equipo, es mejor que trabajar solo. Obviamente, no se debe presionar, ya que, lo único que se estaría haciendo es obligar al niño, a estar con alguien con quien no quiere estar o compartir.
La independencia se está desarrollando y poco a poco él/ella va adquiriendo responsabilidad, el pedagogo con paciencia debe fomentar y motivar a los niños que empezar a hacerse cargo de pequeñas labores es bueno, le traerá beneficios.

#### Malos hábitos y moralidad
Los malos hábitos son adquiridos en esta fase, es por esto que depende de los padres formar buenos o malos hábitos en ellos, ya sean de tipo fisiológico tales como la respiración bucal, la queilofagia, la onicofagia, el empuje lingual, la masticación de objetos y el uso de chupetes después de los 3 años, la constipación crónica, originando dietas inadecuadas tales como, muchas harinas y pocas verduras o frutas, bajo consumo de agua que producen falencias en el sistema digestivo.
Además de esto también se desarrollan los miedos ocasionados por pesadillas, produciendo en ellas gran variedad de pánico a diferentes situaciones, por tal motivo, es recomendable mantener la luz prendida en su habitación,  y buscar diferentes maneras de animarlo, para que esto no se convierta en un problema a futuro.
Por otro lado, es necesario ejercer control sobre cada uno de los trastornos alimenticios, tales como obesidad, anorexia o la anemia y del mismo modo, evitar los diferentes tipos de accidentes, producidos por la manipulación indebida de diferentes elementos nocivos, ya que los niveles de mortandad a causa de la toxicidad son elevados.
En cuanto a trastornos fisiológicos, cognitivos y sociales, encontramos la tartamudez sin embargo este es más frecuente en el sexo masculino y esta ocasionado por la ruptura del mecanismo de integración, del habla en los primeros años de vida, provocando como resultado, la falta de fluidez, y el patrón de tiempo en el habla, sin embargo esto puede ser de origen hereditario, otro factor involucrado es el autismo, que es muy común en niños que han tenido algún tipo de experiencia negativa, que les impide ser sociables; denominado como un trastorno generalizado del desarrollo, que se caracteriza por la falta de relación e interacción social, y que requiere de estricto control para poder ser superado.

#### Lectoescritura
Se considera importante la puesta en marcha un plan lecto-escritor para que empiece a desarrollar sus habilidades motoras y cognitivas.

## Función de la educación inicial[2]
La educación inicial es el proceso mediante el cual, los niños menores de 6 años acceden a la educación formativa , por esta razón Rivera afirma: “Diversas investigaciones permiten enfatizar que el desarrollo de la inteligencia, la personalidad y el comportamiento social en los seres humanos ocurre más rápido durante los primeros años. La mayoría de las células cerebrales y las conexiones neuronales se desarrollan durante los dos primeros años etapa–esencial para aumentar el potencial de aprendizaje– en donde interviene no solo la salud
```
y nutrición de los pequeños, sino factores como el tipo de interacción social y el ambiente que los rodea; los niños que sufren tensión extrema en sus primeros años pueden ser afectados desfavorable y permanentemente en el funcionamiento del cerebro, el aprendizaje y la memoria.” (1998, pág. 50).
```

De este modo se hace necesario el fortalecimiento del niño brindándole una educación de calidad, con el fin de que desarrolle todas y cada una de sus habilidades, teniendo en cuenta sus debilidades ayudándole a fortalecerlas y mejorarlas, sin embargo, la educación está manipulada por diversos factores tales como sociopolíticos y económicos, por esta razón, algunos centros están destinados únicamente al cuidado de los niños sin brindar ningún tipo formación, con el ánimo de permitir que las madres puedan trabajar, 
De este modo, en el artículo 78 de la constitución política se estableció, la obligatoriedad de la educación preescolar, sin embargo en algunos establecimientos ante todo los públicos, no garantizan su efectividad y solo aquellas personas quienes poseen dinero, pueden acceder a la educación de calidad, término que se denomina in equidad. A partir de esto se hizo necesario la creación de centros de formación, para los infantes teniendo en cuenta el cubrimiento de las necesidades de cada uno permanentemente en el funcionamiento del cerebro, el aprendizaje y la memoria.
Además de esto, se hace necesario el fortalecimiento del niño brindándole una educación de calidad, con el fin de que desarrolle todas y cada una de sus habilidades, teniendo en cuenta sus debilidades ayudándole a fortalecerlas y mejorarlas.
Personal profesional
El mayor reto de la educación temprana, es propiciar un ambiente adecuado para el infante, favoreciendo su desarrollo integral , para llevarlo a cabo se necesita,  contar con la presencia de personal calificado, para que realice esta actividad, de tal modo que un propósito de esta etapa es que se establezca un adecuado proceso de enseñanza y aprendizaje, de modo que se les permita desarrollar su curiosidad para que realicen diferentes descubrimientos, como parte fundamental de esta etapa, denominando al profesor como facilitador de conocimiento.
Grupos pequeños de niños y niñas 
Para brindar una educación personalizada y de calidad, es preciso que el educador preste atención a cada uno de los infantes con el fin de atender e identificar cada una de las necesidades, contribuyendo al mejoramiento de la práctica y que el aprendizaje sea más efectivo.

### Ambiente de aprendizaje
Las niñas y los niños aprenden según el ambiente y la atmósfera que se establezca por parte del docente, de tal modo que el mejor medio de aprendizaje es la interacción y el intercambio con el mundo que los rodea, de tal modo que debe tenerse en cuenta,  la edad para realizar las diferentes actividades acorde con las necesidades de los niños, y el espacio que se requiere para su esparcimiento y descubrimiento, así mismo el proporcionar diferentes elementos, para que se diviertan y exploren con libertad teniendo en cuenta las normas de higiene y cuidado de cada uno de ellos. 
“Herramientas de la Mente” es un currículo de educación infantil que involucra escenarios estructurados de juegos imaginarios y otras actividades. Este currículo tiene como objetivo promover y mejorar la autorregulación y las habilidades académicas de los niños, al tener un doble enfoque en el desarrollo de la autorregulación y de otras habilidades socioemocionales en contextos educativos.
Una revisión sistemática resumió los hallazgos de 6 estudios realizados en Estados Unidos, que contaron con la participación de estudiantes de todas las edades, sexos, etnias, estados socioeconómicos, de dominio del idioma y de educación especial. Los resultados demuestran que el currículo mejoró significativamente las habilidades matemáticas de los niños en comparación con el currículo común. Asimismo, el currículo parece mejorar la autorregulación y la alfabetización, no obstante, dado el pequeño número de estudios incluidos, así como de otras deficiencias metodológicas, estas conclusiones deben tomarse con precaución, por lo que es necesario realizar más investigaciones de alta calidad.

#### Distribución del tiempo en función del infante
La distribución del tiempo en el centro infantil es un factor que requiere planearse de acuerdo con las características, necesidades e intereses de los niños y las niñas. Por lo tanto,  el docente o cuidador debe optar por diferentes elementos para variar y determinar diferentes actividades, para que los infantes no pierdan el deseo de aprender y explorar sus habilidades y conocimientos de forma óptima, buscando diferentes alternativas de enseñanza, de acuerdo a sus necesidades y sus gustos estimulando el interés, es por esto que no solo es recomendable hacer rondas o trabajar manualidades, también es necesario variar para que el niño sienta la necesidad y el deseo de aprender.

## La educación inicial y la familia[5]
Se dice que los padres son los primeros educadores, y de ellos depende el desarrollo emocional y social del niño, teniendo en cuenta el ejemplo que ellos propicien en diferentes situaciones, para que el niño aborde con éxito los problemas presentados en la vida,  es por esto que los padres deben dar a sus hijos afecto, cariño, y sobre todo un buen ejemplo, acompañado del cuidado y atención requerida, para que ellos ganen confianza y desarrollen plenamente sus habilidades. Sin embargo otro factor importante en su desarrollo es el papel que cumple el docente orientando no solo a los niños sino también a los padres.
Es importante que el niño crezca y se desarrolle en un núcleo familiar estable que le garantice el pleno desarrollo de su personalidad.

### El papel del docente
Es importante el vínculo de padres y docentes con el fin de establecer una relación complementaria,  para identificar y reconocer las prácticas adecuadas de crianza y favorecer el proceso de afianzamiento de la conciencia e identidad cultural, para realizar este trabajo los docentes tienen a la mano herramientas, tales como lecturas, laminas , los juegos, los paseos y las visitas.El papel del educador infantil es muy importante en todo el proceso educativo de los niños,  porque no solamente es el encargado de guiar de forma directa el aprendizaje de un grupo de alumnos, sino que pasa gran parte del tiempo con el niño, comparte, interactúa, brinda afecto a los niños herramientas indispensables en el desarrollo y aprendizaje de los niños . El maestro/a organiza el tiempo, el espacio y su propia relación con el niño/a en función de los objetivos educativos que desea lograr. Es por ello que las características personales de cada educador, sus vivencias, la forma peculiar de interactuar con los niños/as, marcarán de forma singular todo el entramado de relaciones que es establezcan en el grupo.

#### El adulto como mediador o facilitador del desarrollo del niño o la niña de 0 a 3 años
La participación del adulto en el cuidado de los niños es fundamental, ya que son ellos quien proporcionan la guía para un óptimo desarrollo, para ello su conocimiento de cómo hacerlo es fundamental, debido a que, él debe ayudarle al niño, proporcionando nuevos conocimientos y orientándolo en la aplicación de estos, cuestión decisiva para su desarrollo, ya sea de manera negativa o positiva, de este modo, se debe afianzar la seguridad emocional reforzando aspectos como la autoestima, de tal modo que, el adulto debe contar con los conocimientos necesarios para ejercer un buen trabajo con relación a los infantes.
Sin embargo el exceso de estimulación en los niños puede provocar indisposición y desagrado, por esta razón, hay que tener en cuenta factores como el estado de ánimo, para realizar actividades adecuadas, además es necesario no controlar en exceso sus actuaciones, debido a que algunas veces es mejor permitirle explorar y aprender de las situaciones y del ambiente.
muy bueno

## Los primeros tres años en la vida del niño y la niña[6]
En esta etapa se hace necesario el brindar afecto y cariño a partir de diferentes demostraciones, como caricias o besos, además de compartir espacios de esparcimiento y juego con el infante, esto le permite desarrollar al máximo sus habilidades al mismo tiempo que presenta un desarrollo físico sano y apropiado. El desarrollo de la inteligencia se presenta a partir de que el niño recoce y discrimina las diferentes situaciones, desarrollando capacidades tales como : la capacidad de coordinar la información, aprendiendo a diferenciar tiempo espacio, y casualidad,  la capacidad de comportase de acuerdo a determinados objetivos, es por esto que según Piaget el desarrollo de los niños está dividido en diferentes etapas que son:
- Subetapa 1. El uso de reflejos: El niño o la niña pone en práctica todos sus reflejos, succiona, observa.
- Subetapa 2. Reacciones circulares primarias: El niñoo la niña reproduce cosas que hizo por primera vez anteriormente de manera casual. El niño hace cosas con su cuerpo: succiona su dedo, explora más sistemáticamente su ambiente de forma visual, táctil.

- Subetapa 3. Reacciones circulares secundarias: Se inicia la acción intencional. Anteriormente repetía las acciones por el placer de la acción misma, ahora empieza a interesarse por el resultado de sus acciones.

## La educación infantil ¿derecho o necesidad?[7]
La educación infantil se entiende como una necesidad en la sociedad que comprende el desarrollo social, y emocional de sus individuos, de tal modo que toma como recurso principal las prácticas educativas, sin embargo, esto ha causado que se le considere, ser atendida fuera de la familia, debido a las diferentes actividades que los padres realizan, impidiendo que se pueda realizar un desarrollo de manera armónica y apropiada para las necesidades del infante.
Además, es el contexto quien determina el acceso a buenas condiciones de vida así como de educación, es por esto que es diferente la educación en las zonas rurales que la de las ciudades, debido a que los niños educados en las ciudades requieren de mayor control en cada una de sus actividades, evitando el desarrollo de la libre infancia, de este modo la educación debe ser un derecho que garantice el pleno desarrollo de la infancia conveniente para cada una de las situaciones.

### La educación infantil y la infancia de familias desfavorecidas
La educación infantil se dio debido a la necesidad de cuidado de los infantes especialmente, los hijos de las madres y padres trabajadores sin tiempo para dedicarles durante el día, es por esto que solo las familias que poseían dinero podían acceder a este tipo de servicio, excluyendo a las familias de escasos recursos,  de modo que, en repetidas ocasiones se le asocia como un contexto informal más que formal, disminuyendo su notable importancia en apoyo y soporte de las prácticas educativas para los niños, comprendidos en las edades de 0 a 6 años .
De este modo la palabra educar hace referencia, al desarrollo de habilidades y competencias que le permite al infante desarrollarse óptimamente en la sociedad y por lo contrario, no es la acumulación de conocimientos de un sinnúmero de cosas y teorías que explican cada situación. Es por esto que. es importante la asistencia a los centros educativos, ya que permiten el desarrollo de habilidades sociales, y para encajar mejor en los posteriores grados en la escuela o colegio.

#### La educación infantil: una forma de apoyo social a las prácticas educativas familiares
La educación va más allá de los aspectos instructivos, ya que es más importante la construcción de valores morales, componente en que se debe estar implicado no solo el docente sino también la familia, aunque es notorio que la familia evade cada vez más este papel fundamental, dejando toda la carga sobre el docente y la escuela, sin embargo el contexto escolar no suple todas estas necesidades presentes en los niños y jóvenes, lo cual hace necesario la presencia del papel de la familia, por tal razón, la educación de hoy en día implica retos, tales como, el enfrentarse a la presencia de medios magnéticos los cuales influyen, en el desarrollo y educación del individuo..
De este modo, la educación infantil se convierte en una necesidad, para esto es necesario que la escuela y la familia mantengan lazos para la mejora de las prácticas, con el fin de negociar objetivos y metas que se quieren obtener en la formación individual, de este modo es necesario aclarar que el contexto familiar influye enormemente en los procesos de individualización y socialización, dejando de lado estereotipos y prejuicios, que pueden influir negativamente en este proceso, proporcionando una fuente de desarrollo comunitario a partir de la realización de proyectos y actividades colectivos, con el fin de modificar conciencias y manifestar los aspectos positivos de la educación en la infancia.

## Fundamentos Esenciales en la Pedagogía
Lo absolutamente esencial en la enseñanza de las hablidades, es que debe estar bajo el control de un ejecutor diestro y especialmente capacitado para motivar intrínsecamente al niño, ya que, una habilidad es muy difícil de aprender a dominar, y por tanto el niño sólo debe practicar y practicar, para que, todo lo que haga salga como él desea que sean las cosas.
Se debe hacer un examen de conciencia, para saber si esa labor de pedagogo, se puede cumplir a cabalidad. Ser docente, y más de personas tan jóvenes, es una tarea difícil, que requiere ponerse en las situaciones más extremas y apoyar al niño en lo que necesite; muchas veces, se tendrán que ver casos realmente extremos, donde los niños son los afectados, ya que, por falta de cuidado y recursos no pueden desarrollarse como personas sociales, y siempre van a estar cohibidos para demostrar sus sentimientos a las demás personas.
Se debe estar plenamente seguro de lo que se quiere hacer, la confianza en sí mismo, hará del pedagogo el personaje idóneo para los niños.
Buscar que los niños y niñas demuestren todo lo que siente y todo lo que les rodea, pero el pedagogo debe, desde el primer encuentro con el alumno, tratar de mostrar todo su cariño, amor y compresión para con los niños, ya que, todos ellos se expresan de manera diferentes, no todos van a decir las cosas como son. 
Con esto, no se hace referencia a que el maestro o educador es un modelo perfecto, que se debe ceñir a todo lo que se le impone, si no, que por medio de los conocimiento adquiridos se ingenie una manera de unir a los niños ayudarlos, llenarlos de felicidad amor y comprensión.
- La forma en la que se trata al niño es fundamental, ya que, desde la primera impresión el niño sabrá si puede confiar en ti*. Devolverse al pasado y recordar a aquellos docentes que con sabiduría y paciencia sabían qué decirle a sus alumnos. La actitud es lo que cuenta aquí, la interacción docente-alumno es importante ya que forman lazos de confianza, y el estudiante (niño) estará más tranquilo y será una persona confiada en sí misma y en los demás.

Es importante, que el educador desarrolle el ambiente propicio para sus estudiantes, por lo cual, es necesario contar con un área que cumpla con todas las necesidades de los niños, desde juguetes hasta útiles escolares; si es un lugar cálido y acogedor, es probable que el niño se sienta a gusto y disfrute ir a este lugar. 
Esta área, le debe proporcionar toda la seguridad y tranquilidad, ya que, son seres compulsivos y responden rápidamente a todas las situaciones, lastimando a sus compañeros de clase inconscientemente.

## Didáctica en el Aula
"Es importante para el niño manipular una variedad de materiales y realizar sus propios descubrimientos".
 (Danoff, Breitbart, & Barr, Iniciación con los niños para quienes se interesan en la educación, 1981)

### Importancia de la didáctica en la educación infantil
1. Favorece el aprendizaje significativo   La didáctica bien aplicada permite que los niños comprendan el mundo que los rodea, relacionen lo nuevo con lo que ya conocen y construyan su propio conocimiento.
2. Estimula el desarrollo integral   No solo se centra en lo académico: también promueve el desarrollo emocional, social, físico y del lenguaje.
3. Fomenta la curiosidad y la creatividad   Mediante el juego, la exploración y la experimentación, los niños aprenden de forma natural y disfrutan el proceso.
4. Adapta la enseñanza a las necesidades del niño   La didáctica infantil valora la diversidad y respeta el ritmo de desarrollo de cada estudiante, permitiendo una atención más personalizada.
5. Fortalece vínculos afectivos   Un ambiente afectivo y seguro, creado con buenas estrategias didácticas, favorece el apego, la confianza y la autoestima.
6. Desarrolla habilidades para la vida   A través de rutinas, dinámicas grupales, juegos cooperativos y resolución de conflictos, los niños aprenden habilidades sociales, de autocontrol y de trabajo en equipo.

- Mediante la didáctica y las actividades lúdicas el aprendizaje se facilita, ya que, por medio de actividades, en las que se divierten, adquieren conocimiento y desde ese instante aprenderán a hacer las cosas con más entusiasmo.

- Los niños pequeños son activos y vigorosos, por lo tanto, el pedagogo, a la hora de ejercer su carrera, debe Proporcionar el espacio adecuado para que los niños se muevan libremente, así mismo experimentará nuevas actividades como el salto, correr, etc.

- La implementación de juegos lúdicos fuera del salón, permitirá que el niño encuentre afuera, un lugar donde puede desarrollar sus habilidades plenamente.

- Las actividades artísticas ayudan al niño a integrarse con sus compañeros y lo ayudan a liberar sus cargas emocionales, así mismo, el niño aprenderá que con ayuda de sus compañeros, las cosas se pueden hacer mejor.

- Cuando los niños están concentrados en actividades adecuadas y agradables, habrá menos situaciones de desorden. El educador debe estar siempre planeando actividades que involucren a todos los niños y los hagan ocupar su tiempo, para que no se genere desorden.

- El ayudar a ordenar el aula, puede ser una tarea realmente divertida para los niños, ahí aprenderán que todas las cosas tienen un orden, y ponerlas en su sitio adecuado es lo mejor. Formar grupos para organizar diariamente, establecerá compromiso y responsabilidad.

- Realizar obras de teatro,[8] baile, y canto, formará seres participativos y sociales, que al mismo tiempo, se sentirán felices de hacer estas actividades.

- Planear un día de lectura, donde los niños tengan la posibilidad, de llevar sus historias o cuentos favoritos y compartirlos con sus compañeros.

## Conclusiones
En definitiva, la pedagogía infantil no es solo enseñar por enseñar sino también, brindar a los niños seguridad, darles amor, estar pendientes de ellos y saber que es lo que quieren y necesitan. Como ya hemos escuchado mucho, los niños son el futuro, son las personas que van a transformar y a cambiar el mundo. Debemos darles las herramientas esenciales para que aprendan, escucharlos y aprender de ellos.

## Categorías
- Datos: Q6067965
- Multimedia: Childhood pedagogy / Q6067965